# Willmer Broadnax
Willmer Broadnax (28 décembre 1916 –  1er juin 1992), également connu comme le « Little Ax », « Wilbur », « Willie », et « Wilmer », était un chanteur de hard gospel de quartet afro-américain. Petit homme avec des lunettes et une puissante voix de ténor, il a travaillé, et enregistré, avec les plus célèbres, et les plus influents groupes de son époque.

## Biographie
Broadnax est né en 1916 à Houston, au Texas. Après son déménagement vers le Sud de la Californie, au milieu des années 1940, lui et son frère, William, ont rejoint le Southern Gospel Singers, un groupe qui performait principalement le week-end. Les frères Broadnax ont aussitôt formé leur propre quartet, le Golden Echoes. William a finalement déménagé à Atlanta, où il a rejoint les Five Trumpets, mais Willmer a continué en tant que chanteur. En 1949, le groupe, renforcé par Paul Foster des Soul Stirrer, a enregistré un single de « When the Saints Go Marching In » pour les Specialty Records. Le label chef de Art Rupe a décidé de les abandonner avant qu'ils ne puissent en enregistrer d'autres, et peu de temps après, le Golden Échoes a été dissous.
En 1950, Broadnax a rejoint le Spirit of Memphis Quartet. Avec Broadnax, le groupe a présenté deux autres personnes -- Jethro Bledsoe, un chanteur crooner de blues, et Silas Steele, un baryton imposant. Ce fut l'un des plus impressionnants quatuors de l'histoire. Le Spirit of Memphis Quartet a enregistré pour King Records, et Broadnax y est apparu au moins jusqu'en 1952. Peu de temps après, cependant, il a déménagé pour travailler avec le Fairfield Four, et, au début des années 1960, en tant que remplaçant pour Archie Brownlee dans le Five Blind Boys of Mississippi. Jusqu'en 1965, il a dirigé un quatuor appelé Little Axe and the Golden Echoes, qui a publié quelques singles sur Peacock Records. À ce moment, le quatuor était un phénomène commercial, et Broadnax s'est retiré de la tournée, bien qu'il ait continué à enregistrer de temps en temps avec les Blind Boys dans les années 1970 et 1980.
Broadnax est tué à l'âge de 75 après une dispute avec sa compagne, Lavina Richardson, au cours de laquelle elle le poignarde.

Selon Anthony Heilbut, il a été découvert après sa mort que Broadnax aurait été un homme trans assigné femme à la naissance[style à revoir].